# Два бора и равно разстояние
„Два бора и равно разстояние“ (на китайски: 雙松平遠) е рисунка от китайския художник Джао Манфу, който го създава около 1310 г.
На рисунката е изобразена пейзаж с 2 бора, а на част от нея са изписани калиграфски текстове. Творбата се съхранява в Музея на изкуството „Метрополитън“ от 1973 г.
Пейзажът с голямо свободно пространство на него олицетворява революцията в китайската живопис. Най-вероятно Джао Манфу се вдъхновява от творбата на китайския майстор от XI век Го Си „Стари дървета и равно разстояние“, създадена около 1080 г., тъй като тази рисунка е била част от колекцията на Джао Манфу. Доказателството за това е колофона, който е добавен лично от него. Джао Манфу редуцира творбата на Го Си до кратка рисунка, направена с калиграфска четка. По този начин художникът отхвърля илюзорното възпроизвеждане на природата, на чието място предпочита експресивните графични щрихи. Също така подчертава своят принос към новия подход в надписа в лявата част на рисунката, където той ясно обяснява, че същността на неговата работа не е само в пейзажа. Последната фраза в надписа е: „Това, което рисувам, не може да се сравнява с творбите на майсторите от миналото, но е сравнимо със съвременните картини, за това се осмелявам да кажа, че творбите ми са съвършено различни.“. За първи път надписът се превръща в пряка часто от композицията. По този начин се създава композиционен баланс с изображението на боровете в противоположната страна на рисунката. Джао Манфу оставя композицията на Го Си, но при създаването на творбата използва различна техника, поради което пейзажът е по-малко драматичен и по-спокоен. Пейзажът на Джао Манфу вече не е монументалното въплъщение на хармонията и ред. На мястото на планините, символизиращи световната хармония в творбата на Го Си, се намират наклонените борове на Джао Манфу. Общото е, че и двамата художници използват плоска перспектива. В творбата на Джао Манфу става не само персонифицирането на самотата и уединението, но и личния опит на художника в контекста на историческите събития. Стилистично тя е синтез на задълбоченото познаване на живописните стилове на Джао Манфу и техниките използвани за калиграфия от творците от отминалите времена.
С всичките си иновативни черти обектът на изображението остана традиционен. Боровете в Китай са смятани за символ на оцеляването и често се появяват върху творбите на художниците. Рисунката на Джао Манфу може да бъде интерпретиран като символ на оцеляването на самия художник и на културата на Китай като цяло при условията на монголската окупация. Боровете се появяват и върху по-ранни рисунки от Джао Манфу. В едно от стихотворенията боровото дърво е представено като символ на истината. На рисунката боровете, изписани с няколко линии, се превръщат в образ на баланс и почтеност, отразяващи личността на самия художник.
- Творбите на Го Си и Джао Манфу